# Parada Tres Cruces
Tres Cruces fue una pequeña estación ferro-tranviaria perteneciente a la línea Urquiza.

## Ubicación
Se encontraba ubicada en la intersección de la actual Avenida Beiró con las vías del ferrocarril Urquiza.

## Servicios
Prestaban parada los trenes locales con destino y provenientes de Federico Lacroze.

## Historia
Fue inaugurada por el Ferrocarril Central de Buenos Aires. En 1973, durante la renovación total de material rodante, todas las estaciones fueron modificadas para incorporar al nuevo material rodante que remplazaría a los viejos tranvías suburbanos. Se reconstruyeron los andenes y se dieron de baja las paradas cercanas entre sí. Tres Cruces fue desactivada por su proximidad a Beiró.
Se encontraba reconstruida la casilla de señales del andén descendente, pero fue demolida definitivamente en 2017 por la apertura del Viaducto Gustavo Cerati por el que en la actualidad la Av. Beiró cruza por debajo del tendido férreo, mientras que el andén ascendente todavía subsiste como un ensanchamiento de la vereda de la calle Gutemberg.

## Galería

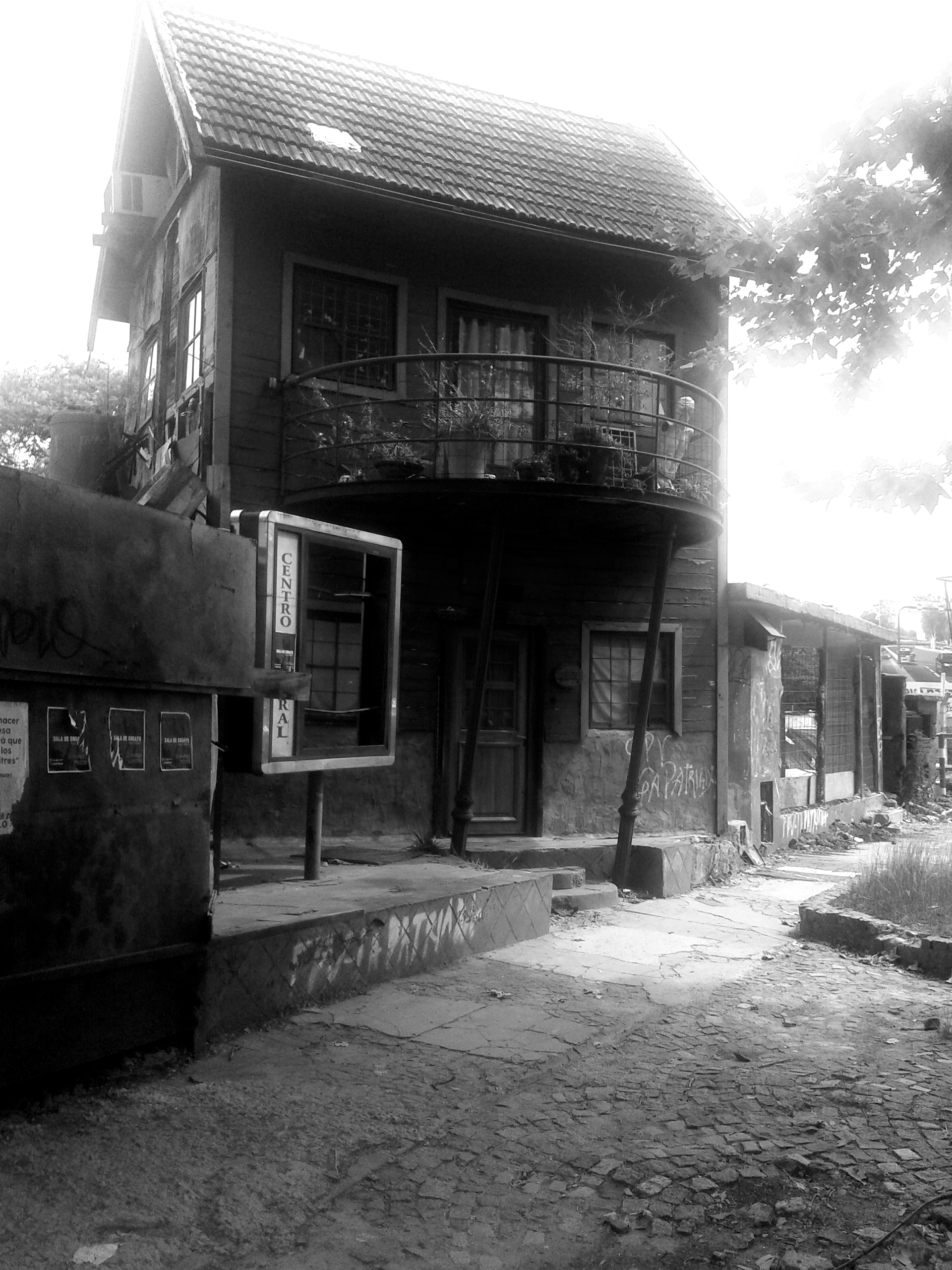
La cabina reconstruida
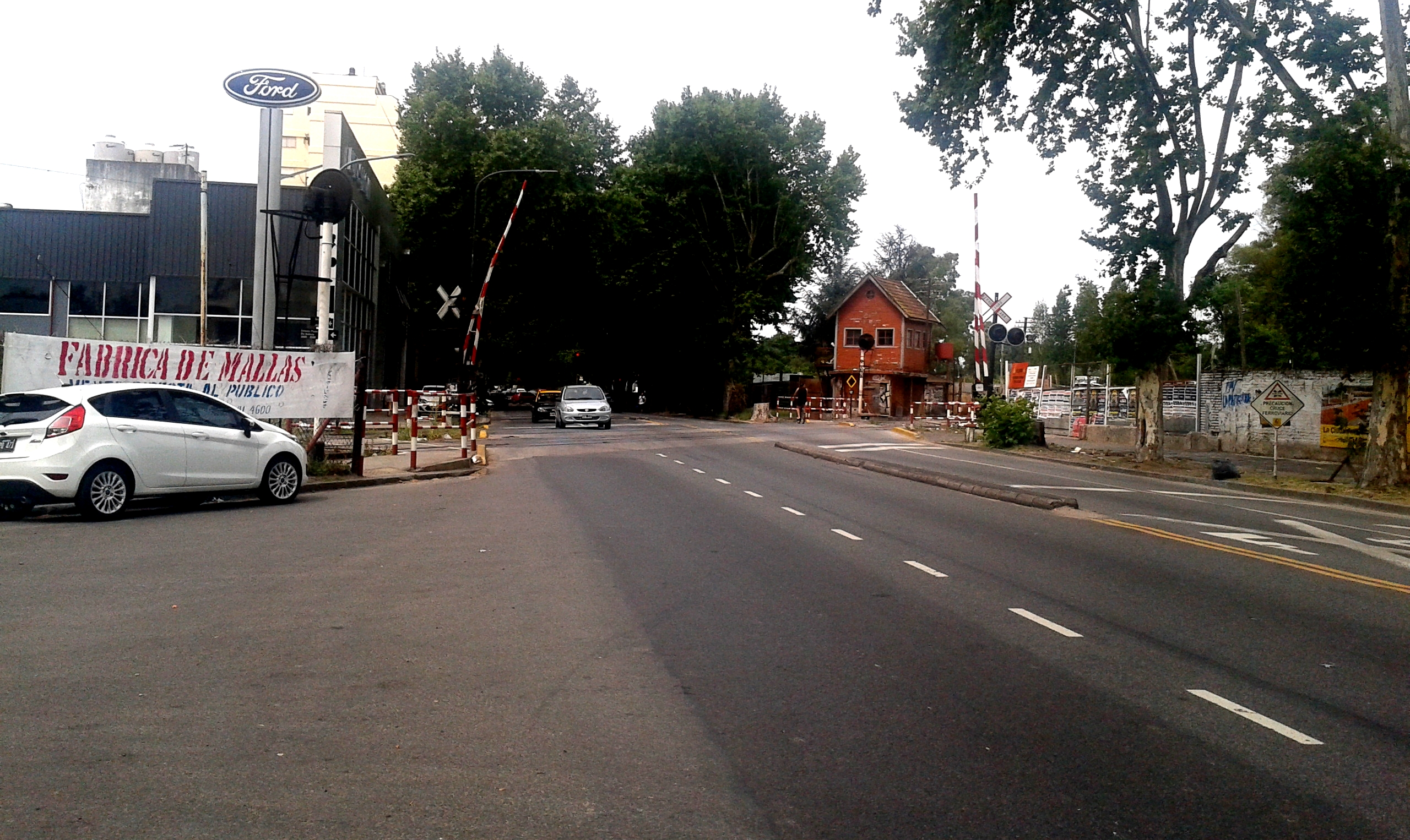
El paso a nivel antes de 2017

### Restos de la parada Tres Cruces

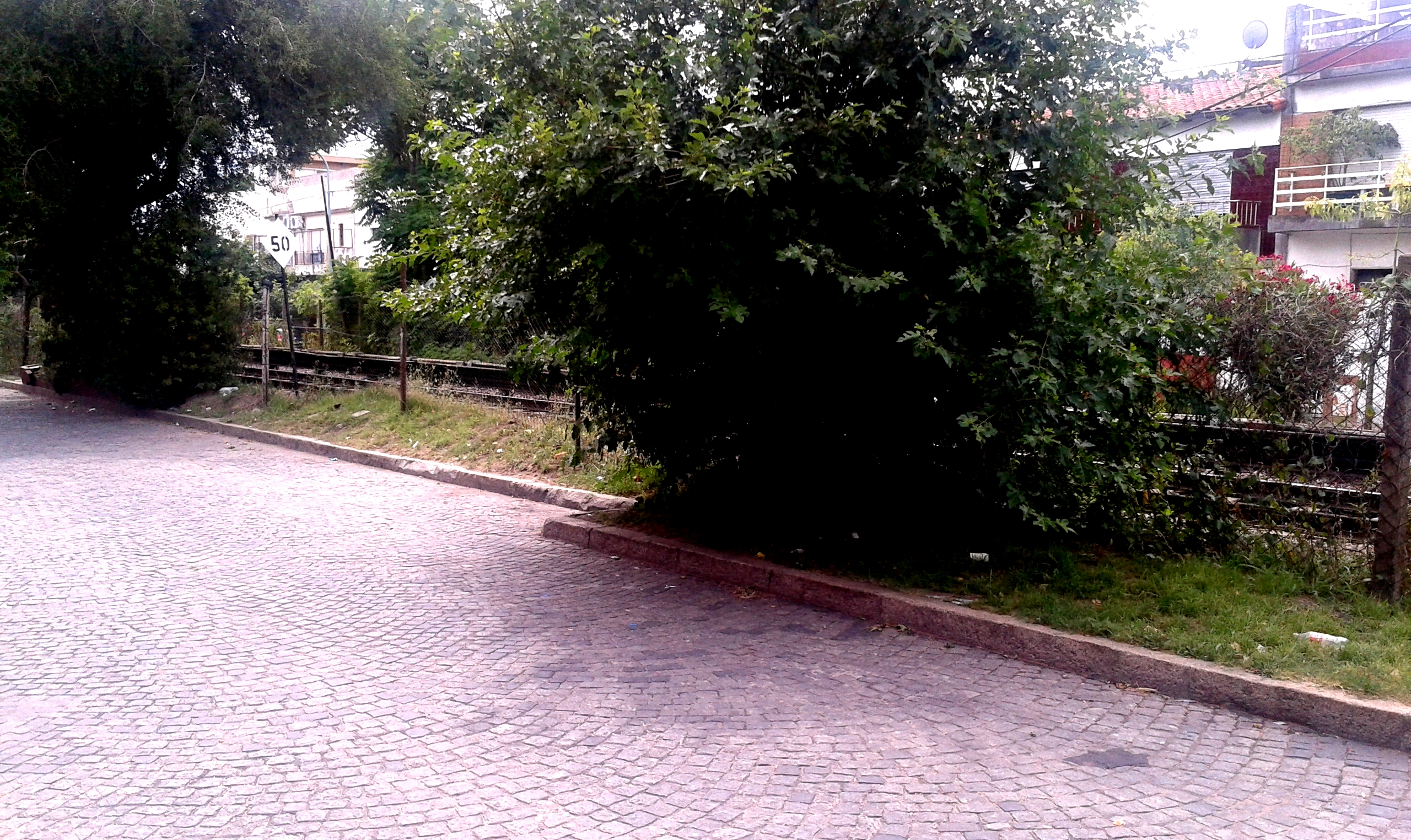
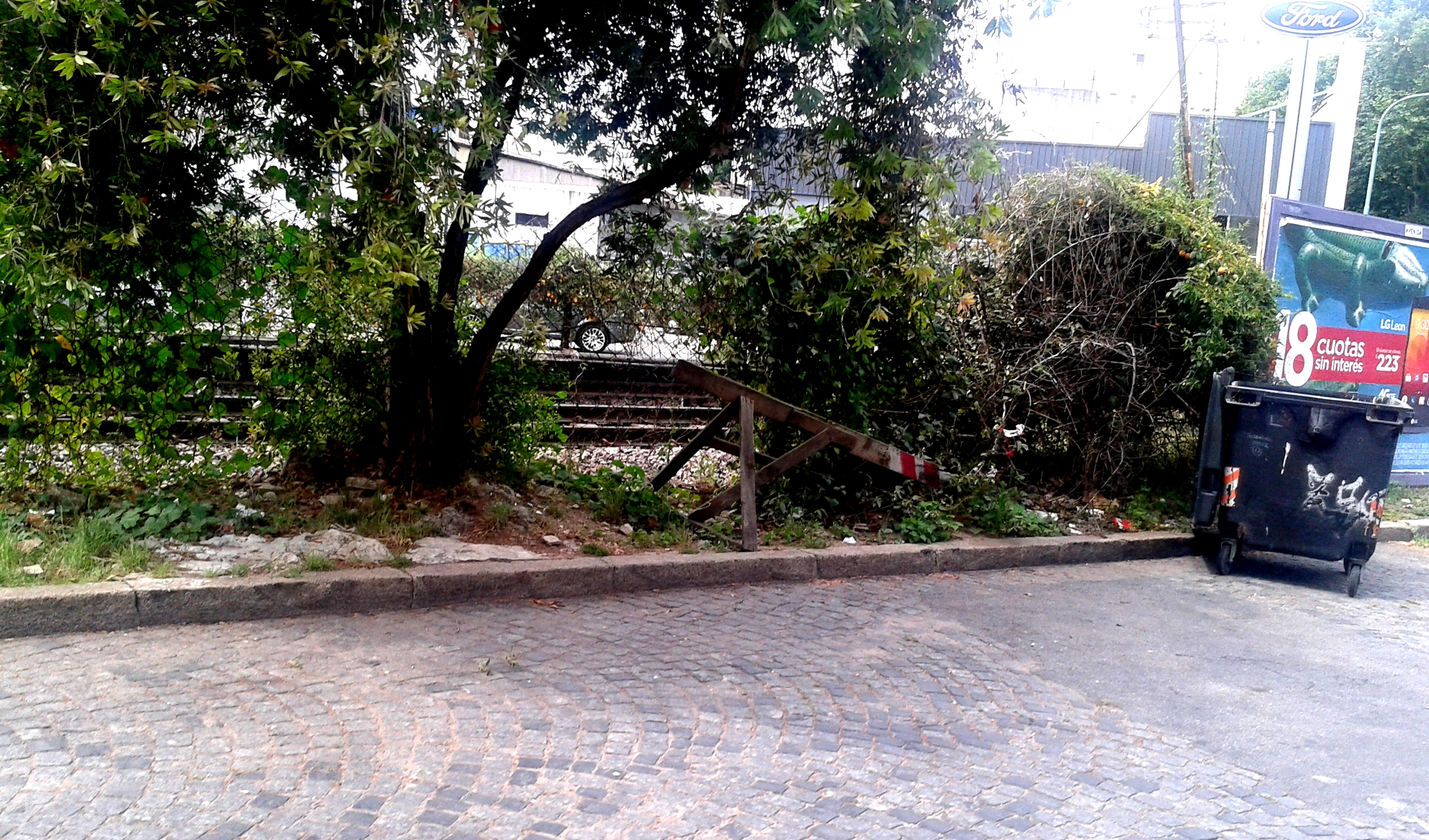
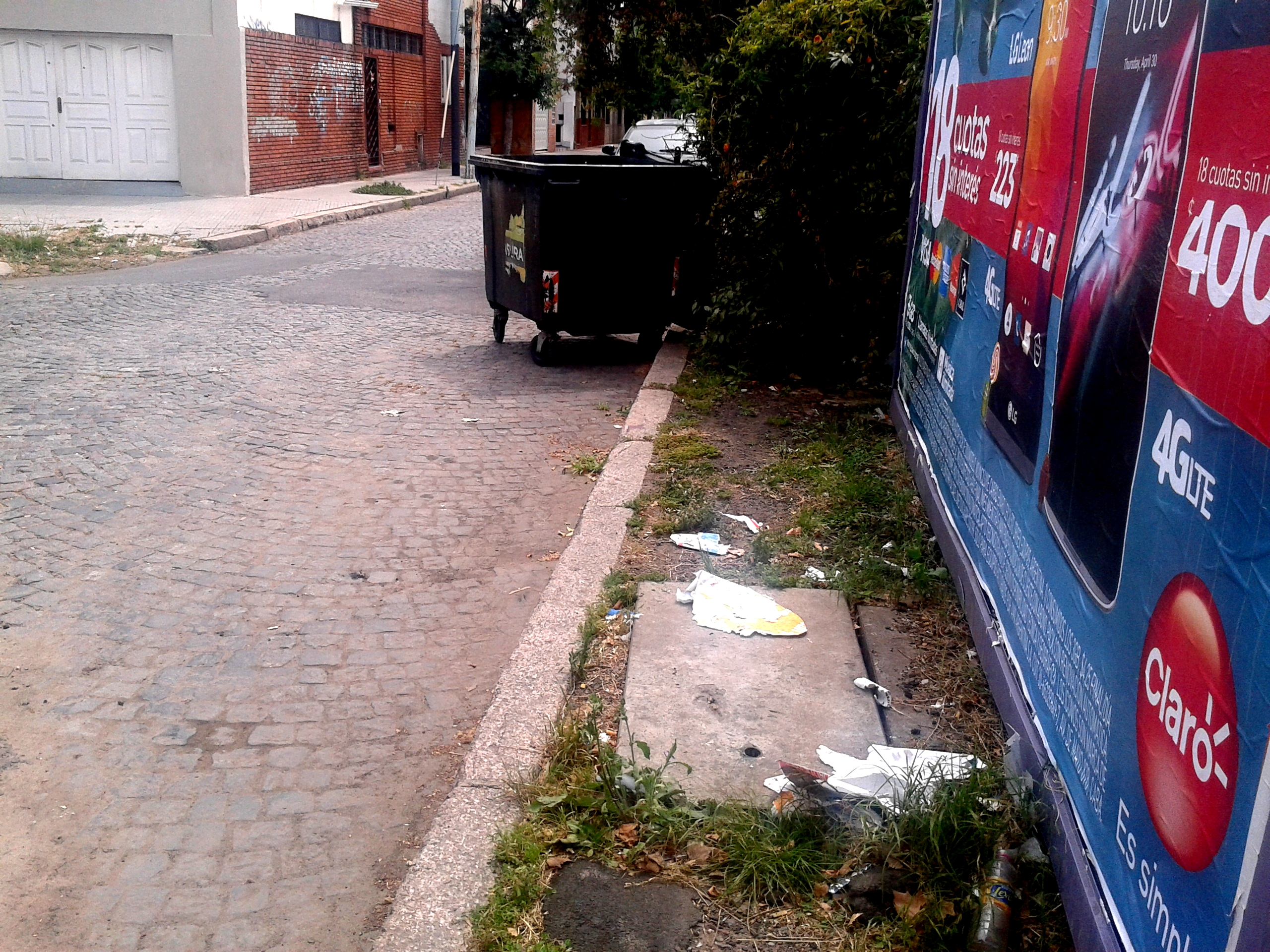
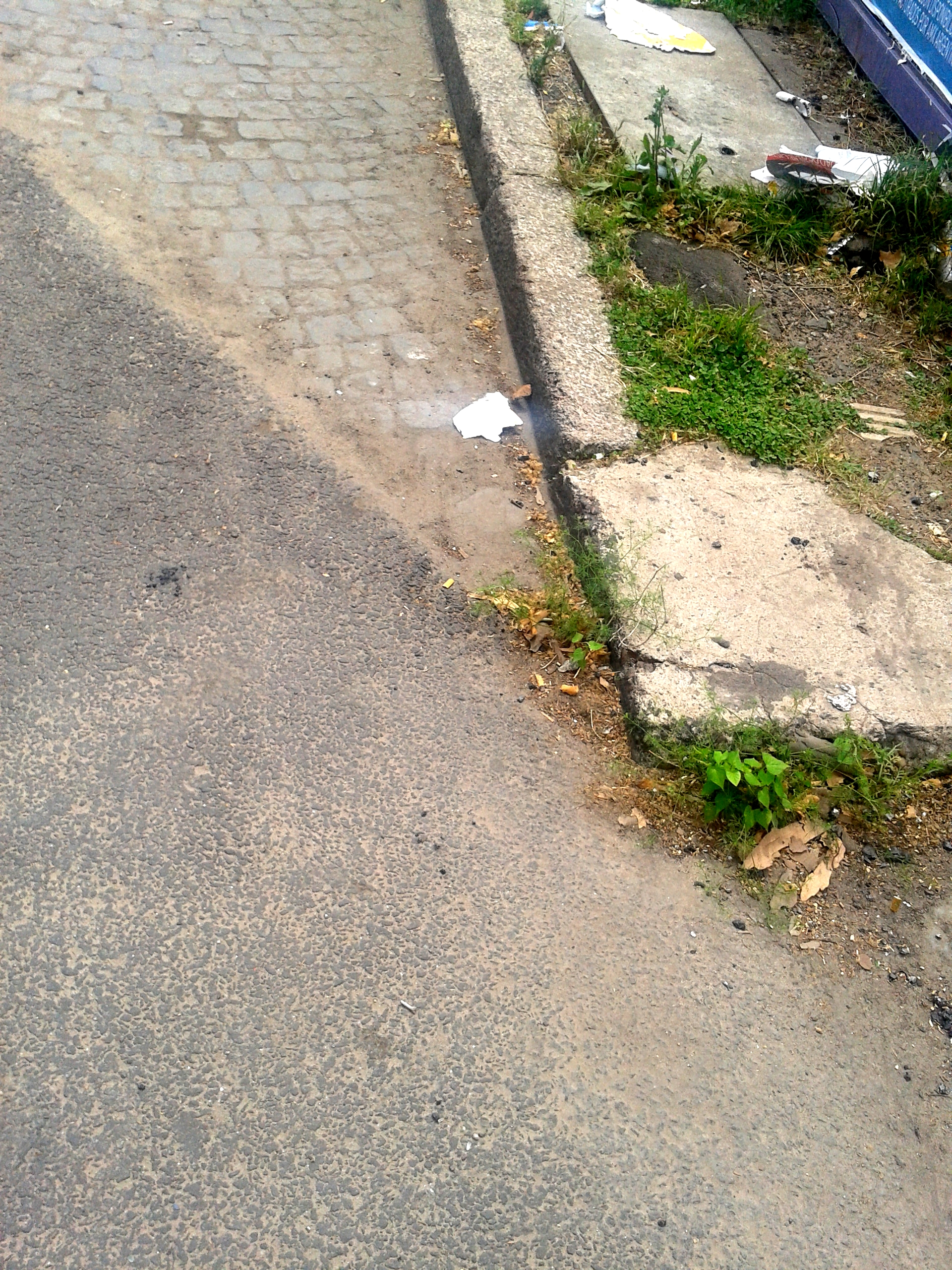